# 海基一号
海基一号是中華人民共和國的一個用於支撑超大型海洋石油平台的深水导管架，於中華人民共和國广东省珠海市建造，并服务于陆丰油田群区15-1开发项目。該工程由海洋石油工程股份有限公司總包。海基一号总高度达302米，总长度340.5米，重量达3万吨，底部长宽各105米，面积相当于26个篮球场，设计强度可抵御百年一遇的恶劣海况，所用钢材相当于一艘中型航空母舰的钢材用量，外形类似于细长形的金字塔，顶部是一个约18米×12米的长方形，底部是一个大约100米×100米的正方形。项目建成后每日产油量将在6500吨左右。

## 建设
海基一号於2020年3月在珠海启动建设工作，2022年3月完工，3月15日下海，3月下旬进行海上安装。4月11日，在陆丰海域滑移下水并成功就位，4月25日，平台工程组装完成。7月15日，平台水上和水下调试工作全部完成。10月3日，海基一号在南海陆丰油田作业区投产。